# د هاویلند هرکولس

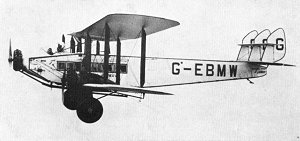

د هاویلند دی‌اچ.۶۶ هرکولس (به انگلیسی: De Havilland DH.66 Hercules) یک هواپیمای مسافربری بریتانیایی دهه ۱۹۲۰ بود که توسط شرکت هواپیماسازی د هاویلند ساخته شد. این هواپیما که ظرفیت ۷ سرنشین را داشتدر خطوط پست هوایی امپایرال ایرویز از  از نیروی هوایی سلطنتی بریتانیا برای حمل و نقل پستی به کار گرفته می‌شد.
اگرچه هرکولس یک هواپیمای آهسته بود اما به‌صورت مشخص در خدمات حمل و نقل پستی راه دور به‌کار گرفته می‌شد و آینده‌ی حمل و نقل هوایی را ترسیم می‌کرد.